# JPEG
JPEG (произносится «джейпег», англ. Joint Photographic Experts Group, по названию организации-разработчика) — один из популярных растровых графических форматов, применяемый для хранения фотографий и подобных им изображений. Файлы, содержащие данные JPEG, обычно имеют расширения (суффиксы) .jpg (самое популярное), .jfif, .jpe или .jpeg. MIME-тип — image/jpeg.

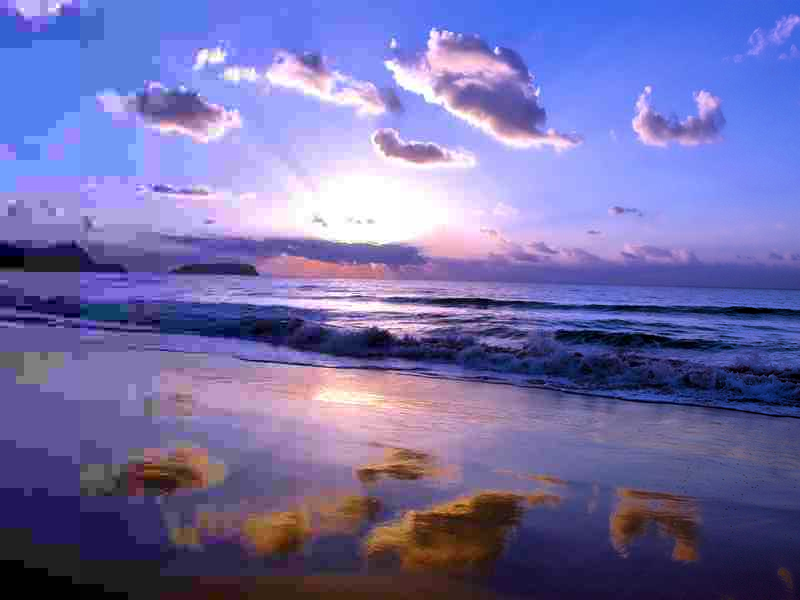
Фотография заката в формате JPEG с уменьшением степени сжатия слева направо

Алгоритм JPEG позволяет сжимать изображение как с потерями, так и без потерь (режим сжатия lossless JPEG).
Поддерживаются изображения с линейным размером не более 65535 × 65535 пикселов.
В 2010 году с целью сохранения для потомков информации о популярных в начале XXI века цифровых форматах учёные из проекта PLANETS заложили инструкции по чтению формата JPEG в специальную капсулу, которую поместили в специальное хранилище в швейцарских Альпах.

## Область применения
Алгоритм JPEG наиболее эффективен для сжатия фотографий и картин, содержащих реалистичные сцены с плавными переходами яркости и цвета. Наибольшее распространение JPEG получил в цифровой фотографии и для хранения и передачи изображений с использованием Интернета.
Формат JPEG в режиме сжатия с потерями малопригоден для сжатия чертежей, текстовой и знаковой графики, где резкий контраст между соседними пикселами приводит к появлению заметных артефактов. Такие изображения целесообразно сохранять в форматах без потерь, таких как JPEG-LS, TIFF, GIF, PNG, либо использовать режим сжатия Lossless JPEG.
JPEG (как и другие форматы сжатия с потерями) не подходит для сжатия изображений при многоэтапной обработке, так как искажения в изображения будут вноситься каждый раз при сохранении промежуточных результатов обработки.
JPEG не должен использоваться и в тех случаях, когда недопустимы даже минимальные потери, например при сжатии астрономических или медицинских изображений. В таких случаях может быть рекомендован предусмотренный стандартом JPEG режим сжатия Lossless JPEG (который, однако, не поддерживается большинством популярных кодеков) или стандарт сжатия JPEG-LS.

## Сжатие
При сжатии изображение преобразуется из цветового пространства RGB в YCbCr. Стандарт сжатия JPEG, описываемый в стандарте ISO/IEC 10918-1 и Рекомендации МККТТ (с 1993 года — МСЭ-Т) T.81, не регламентирует выбор именно YCbCr, допуская и другие виды преобразования (например, с числом компонентов, отличным от трёх), и сжатие без преобразования (непосредственно в RGB), однако спецификация JFIF (англ. JPEG File Interchange Format), предложенная в 1991 году специалистами компании C-Cube Microsystems и ставшая в настоящее время стандартом де-факто, предполагает использование преобразования RGB → YCbCr.
После преобразования RGB → YCbCr для каналов изображения Cb и Cr, отвечающих за цвет, может выполняться «прореживание» (англ. subsampling), которое заключается в том, что каждому блоку из 4 пикселей (2х2) яркостного канала Y ставятся в соответствие усреднённые значения Cb и Cr (схема прореживания «4:2:0»). При этом для каждого блока 2х2 вместо 12 значений (4 Y, 4 Cb и 4 Cr) используется всего 6 (4 Y и по одному усреднённому Cb и Cr). Если к качеству восстановленного после сжатия изображения предъявляются повышенные требования, прореживание может выполняться лишь в каком-то одном направлении — по вертикали (схема «4:4:0») или по горизонтали («4:2:2»), или не выполняться вовсе («4:4:4»).

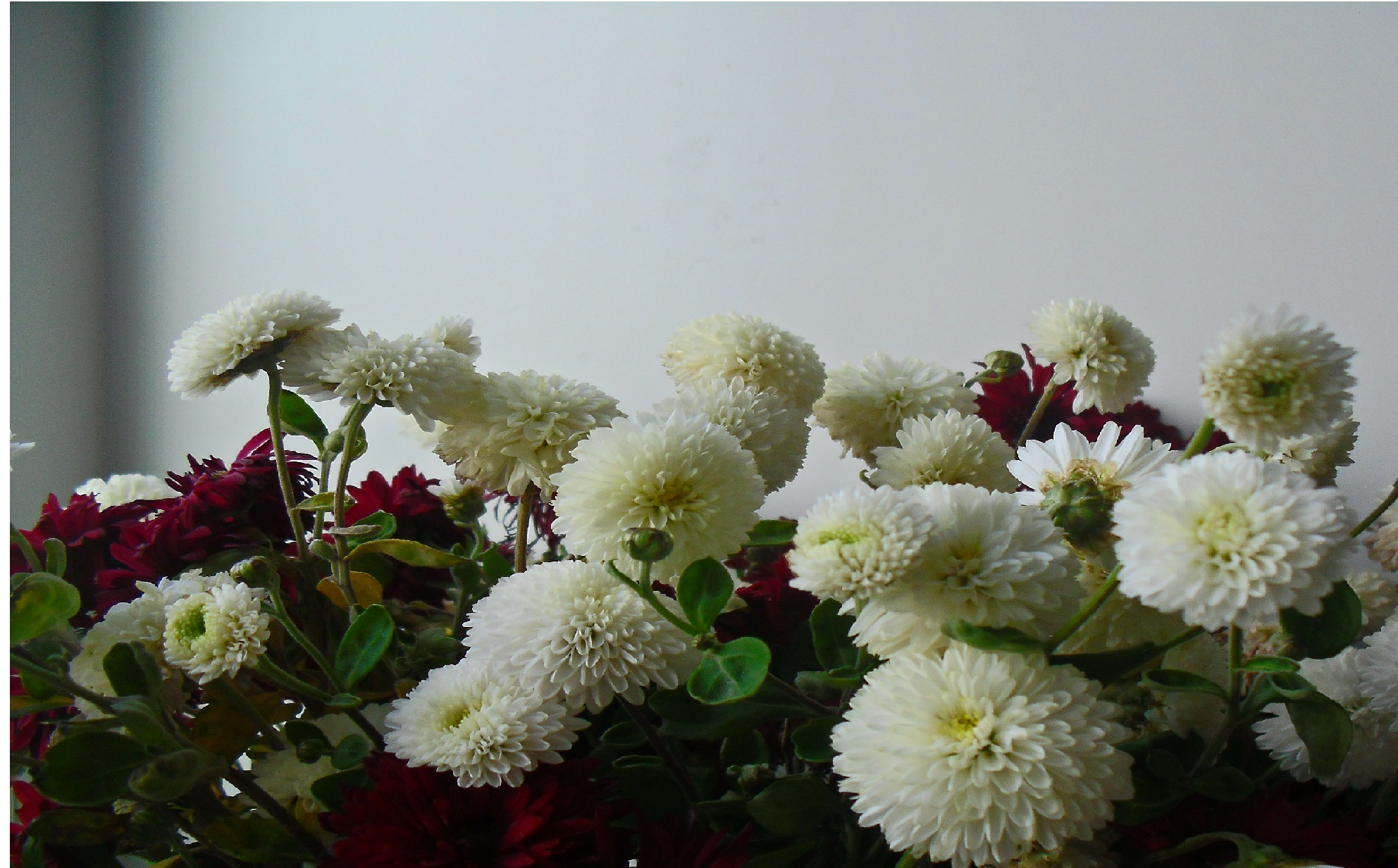
Пример изображения в формате JPEG

Стандарт допускает также прореживание с усреднением Cb и Cr не для блока 2х2, а для четырёх расположенных последовательно (по вертикали или по горизонтали) пикселей, то есть для блоков 1х4, 4х1 (схема «4:1:1»), а также 2х4 и 4х2 (схема «4:1:0»). Допускается также использование различных типов прореживания для Cb и Cr, но на практике такие схемы применяются исключительно редко.
Далее яркостный компонент Y и отвечающие за цвет компоненты Cb и Cr разбиваются на блоки 8х8 пикселей. Каждый такой блок подвергается дискретному косинусному преобразованию (ДКП). Полученные коэффициенты ДКП квантуются (для Y, Cb и Cr в общем случае используются разные матрицы квантования) и пакуются с использованием кодирования серий и кодов Хаффмана. Стандарт JPEG допускает также использование значительно более эффективного арифметического кодирования, однако из-за патентных ограничений (патент на описанный в стандарте JPEG арифметический QM-кодер принадлежит IBM) на практике оно используется редко. Последние версии популярной библиотеки libjpeg (а также библиотека Jpegli, разработанная компанией Google) поддерживают арифметическое кодирование, но с просмотром сжатых с использованием этого метода изображений могут возникнуть проблемы, поскольку многие программы просмотра не поддерживают их декодирование.
Матрицы, используемые для квантования коэффициентов ДКП, хранятся в заголовочной части JPEG-файла. Обычно они строятся так, что высокочастотные коэффициенты подвергаются более сильному квантованию, чем низкочастотные. Это приводит к огрублению мелких деталей на изображении. Чем выше степень сжатия, тем более сильному квантованию подвергаются все коэффициенты.
При сохранении изображения в JPEG-файле кодеру указывается параметр качества, задаваемый в некоторых условных единицах, например, от 1 до 100 или от 1 до 10. Большее число обычно соответствует лучшему качеству (и большему размеру сжатого файла). Однако, в самом JPEG-файле такой параметр отсутствует, а качество восстановленного изображения определяется матрицами квантования, типом прореживания цветоразностных компонентов и точностью выполнения математических операций как на стороне кодера, так и на стороне декодера. При этом даже при использовании наивысшего качества (соответствующего матрице квантования, состоящей из одних только единиц, и отсутствию прореживания цветоразностных компонентов) восстановленное изображение не будет в точности совпадать с исходным, что связано как с конечной точностью выполнения ДКП, так и с необходимостью округления значений Y, Cb, Cr и коэффициентов ДКП до ближайшего целого. Режим сжатия Lossless JPEG, не использующий ДКП, обеспечивает точное совпадение восстановленного и исходного изображений, однако его малая эффективность (коэффициент сжатия редко превышает 2) и отсутствие поддержки со стороны разработчиков программного обеспечения не способствовали популярности Lossless JPEG.

### Разновидности схем сжатия JPEG
Стандарт JPEG предусматривает два основных способа представления кодируемых данных.
Наиболее распространённым, поддерживаемым большинством доступных кодеков, является последовательное (sequential JPEG) представление данных, предполагающее последовательный обход кодируемого изображения разрядностью 8 бит на компоненту (или 8 бит на пиксель для чёрно-белых полутоновых изображений) поблочно слева направо, сверху вниз. Над каждым кодируемым блоком изображения осуществляются описанные выше операции, а результаты кодирования помещаются в выходной поток в виде единственного «скана», то есть массива кодированных данных, соответствующего последовательно пройденному («просканированному») изображению. Основной или «базовый» (baseline) режим кодирования допускает только такое представление (и хаффмановское кодирование квантованных коэффициентов ДКП). Расширенный (extended) режим наряду с последовательным допускает также прогрессивное (progressive JPEG) представление данных, кодирование изображений разрядностью 12 бит на компоненту/пиксель (сжатие таких изображений спецификацией JFIF не поддерживается) и арифметическое кодирование квантованных коэффициентов ДКП.
В случае progressive JPEG сжатые данные записываются в выходной поток в виде набора сканов, каждый из которых описывает изображение полностью с всё большей степенью детализации. Это достигается либо путём записи в каждый скан не полного набора коэффициентов ДКП, а лишь какой-то их части: сначала — низкочастотных, в следующих сканах — высокочастотных (метод «spectral selection» то есть спектральных выборок), либо путём последовательного, от скана к скану, уточнения коэффициентов ДКП (метод «successive approximation», то есть последовательных приближений). Такое прогрессивное представление данных оказывается особенно полезным при передаче сжатых изображений с использованием низкоскоростных каналов связи, поскольку позволяет получить представление обо всём изображении уже после передачи незначительной части JPEG-файла.
Обе описанные схемы (и sequential, и progressive JPEG) базируются на ДКП и принципиально не позволяют получить восстановленное изображение абсолютно идентичным исходному. Однако стандарт допускает также сжатие, не использующее ДКП, а построенное на основе линейного предсказателя (lossless, то есть «без потерь», JPEG), гарантирующее полное, бит-в-бит, совпадение исходного и восстановленного изображений. При этом коэффициент сжатия для фотографических изображений редко достигает 2, но гарантированное отсутствие искажений в некоторых случаях оказывается востребованным. Заметно большие степени сжатия могут быть получены при использовании метода сжатия JPEG-LS, описываемого в стандарте ISO/IEC 14495-1 и Рекомендации МСЭ-Т T.87 и не имеющего, несмотря на сходство в названиях, непосредственного отношения к стандарту JPEG.

## Синтаксис и структура
Файл JPEG содержит последовательность маркеров, каждый из которых начинается с байта 0xFF, свидетельствующего о начале маркера, и байта-идентификатора. Некоторые маркеры состоят только из этой пары байтов, другие же содержат дополнительные данные, состоящие из двухбайтового поля с длиной информационной части маркера (включая длину этого поля, но за вычетом двух байтов начала маркера, то есть 0xFF и идентификатора) и собственно данных. Такая структура файла позволяет быстро отыскать маркер с необходимыми данными (например, с длиной строки, числом строк и числом цветовых компонентов сжатого изображения).
| Маркер | Байты  | Длина             | Назначение                                       | Комментарии |
| ------ | ------ | ----------------- | ------------------------------------------------ | --- |
| SOI    | 0xFFD8 | нет               | Начало изображения                               | |
| SOF0   | 0xFFC0 | переменный размер | Начало фрейма (базовый, ДКП)                     | Показывает, что изображение кодировалось в базовом режиме с использованием ДКП и кода Хаффмана. Маркер содержит число строк и длину строки изображения (двухбайтовые поля со смещением соответственно 5 и 7 относительно начала маркера), количество компонентов (байтовое поле со смещением 9 относительно начала маркера), число бит на компонент — строго 8 (байтовое поле со смещением 4 относительно начала маркера), а также соотношение компонентов (например, 4:2:0). |
| SOF1   | 0xFFC1 | переменный размер | Начало фрейма (расширенный, ДКП, код Хаффмана)   | Показывает, что изображение кодировалось в расширенном (extended) режиме с использованием ДКП и кода Хаффмана. Маркер содержит число строк и длину строки изображения, количество компонентов, число бит на компонент (8 или 12), а также соотношение компонентов (например, 4:2:0). |
| SOF2   | 0xFFC2 | переменный размер | Начало фрейма (прогрессивный, ДКП, код Хаффмана) | Показывает, что изображение кодировалось в прогрессивном режиме с использованием ДКП и кода Хаффмана. Маркер содержит число строк и длину строки изображения, количество компонентов, число бит на компонент (8 или 12), а также соотношение компонентов (например, 4:2:0). |
| DHT    | 0xFFC4 | переменный размер | Содержит таблицы Хаффмана                        | Задаёт одну или более таблиц Хаффмана. |
| DQT    | 0xFFDB | переменный размер | Содержит таблицы квантования                     | Задаёт одну или более таблиц квантования. |
| DRI    | 0xFFDD | 4 байта           | Указывает длину рестарт-интервала                | Задаёт интервал между маркерами RST n в макроблоках. При отсутствии DRI появление в потоке кодированных данных маркеров RSTn недопустимо и считается ошибкой. Если при кодировании маркеры RST n не применяются, маркер DRI либо не используется вовсе, либо интервал повторений в нём указывается равным 0. |
| SOS    | 0xFFDA | переменный размер | Начало сканирования                              | Начало первого или очередного скана изображения с направлением обхода слева направо сверху вниз. Если использовался базовый режим кодирования, используется один скан. При использовании прогрессивных режимов используется несколько сканов. Маркер SOS является разделяющим между информативной (заголовком) и закодированной (собственно сжатыми данными) частями изображения. |
| RSTn   | 0xFFDn | нет               | Перезапуск                                       | Маркеры перезапуска используются для сегментирования кодированных энтропийным кодером данных. В каждом сегменте данные декодируются независимо, что позволяет распараллелить процедуру декодирования. При повреждении кодированных данных в процессе передачи или хранения JPEG-файла использование маркеров перезапуска позволяет ограничить потери (макроблоки из неповреждённых сегментов будут восстановлены правильно). Вставляется в каждом r-м макроблоке, где r — интервал перезапуска DRI маркера. Не используется при отсутствии DRI маркера. n, младшие 3 бита маркера кода, циклы от 0 до 7. |
| APPn   | 0xFFEn | переменный размер | Задаётся приложением                             | Например, в EXIF JPEG-файла используется маркер APP1 для хранения метаданных, расположенных в структуре, основанной на TIFF. |
| COM    | 0xFFFE | переменный размер | Комментарий                                      | Содержит текст комментария. |
| EOI    | 0xFFD9 | нет               | Конец закодированной части изображения.          | |

## Достоинства и недостатки
К недостаткам сжатия по стандарту JPEG следует отнести появление на восстановленных изображениях при высоких степенях сжатия характерных артефактов: изображение рассыпается на блоки размером 8x8 пикселей (этот эффект особенно заметен на областях изображения с плавными изменениями яркости), в областях с высокой пространственной частотой (например, на контрастных контурах и границах изображения) возникают артефакты в виде шумовых ореолов. Стандарт JPEG (ISO/IEC 10918-1, Annex K, п. K.8) предусматривает использование специальных фильтров для подавления блоковых артефактов, но на практике подобные фильтры, несмотря на их высокую эффективность, практически не используются.
Однако, несмотря на недостатки, JPEG получил очень широкое распространение из-за достаточно высокой (относительно существовавших во время его появления альтернатив) степени сжатия, поддержке сжатия полноцветных изображений и относительно невысокой вычислительной сложности.

## Скорость сжатия по стандарту JPEG
Для ускорения процесса сжатия по стандарту JPEG традиционно используется распараллеливание вычислений, в частности — при вычислении ДКП. Исторически одна из первых попыток ускорить процесс сжатия с использованием такого подхода описана в опубликованной в 1993 году статье Касперовича и Бабкина, в которой предлагалась оригинальная аппроксимация ДКП, делающая возможным эффективное распараллеливание вычислений с использованием 32-разрядных регистров общего назначения процессоров Intel 80386.
Появившиеся позже более производительные вычислительные схемы использовали SIMD-расширения набора инструкций процессоров архитектуры x86. Значительно лучших результатов позволяют добиться схемы, использующие вычислительные возможности графических ускорителей (технологии NVIDIA CUDA и AMD FireStream) для организации параллельных вычислений не только ДКП, но и других этапов сжатия JPEG (преобразование цветовых пространств, run-level, статистическое кодирование и т. п.), причём для каждого блока 8х8 кодируемого или декодируемого изображения.
В статье была представлена реализация распараллеливания всех стадий алгоритма JPEG по технологии CUDA, что значительно повысило скорость сжатия и декодирования по стандарту JPEG.

### Комментарии
1. ↑  Согласно ГОСТ 34.003—90[4], в области информационных технологий данный термин имеет мужской род.